# Éder Carbonera
Éder Francis Carbonera, född 19 oktober 1983 i Farroupilha, är en brasiliansk volleybollspelare. Carbonera blev olympisk guldmedaljör i volleyboll vid sommarspelen 2016 i Rio de Janeiro.